# Nevermore
Nevermore er et amerikansk metalband fra Seattle, Washington, dannet i 1991 fra resterne af power metal-bandet Sanctuary. Nevermore indarbejder i deres musik elementer fra blandt andet thrash, død, progressiv og sågar neoklassisk metal, og gør blandt andet brug af akustiske guitarer og mange forskellige former for vokal.

## Medlemmer
- Warrel Dane – vokal, keyboards (1991–)
- Jeff Loomis – lead guitar, rytmeguitar, baggrundsvokal (1991–)
- Jim Sheppard – bas (1991–)
- Van Williams – trommer, perkussion (1995–)

### Tidligere medlemmer
- Mark Arrington – trommer, perkussion (1991–1995)
- Pat O'Brien – rytmeguitar (1995–1996)
- Tim Calvert – lead og rytmeguitar (1997–2000)
- Steve Smyth – lead og rytmeguitar (2004–2007)

### Livemedlemmer
- Chris Broderick – lead og rytmeguitar, baggrundsvokal (2001-2003, 2006, 2007)
- James MacDonough – bas (2006)
- Tim Johnston – bas (2007)
- Curran Murphy – rytmeguitar (2003–2004)
- Adam Gardner – alternativ perkussion (1991–1995)

## Diskografi

### Studiealbum
- 1995: Nevermore
- 1996: The Politics of Ecstasy
- 1999: Dreaming Neon Black
- 2000: Dead Heart in a Dead World
- 2003: Enemies of Reality
- 2005: This Godless Endeavor
- 2010: The Obsidian Conspiracy

### Ep'er
- 1996: In Memory

### Livealbum
- 2008: The Year of the Voyager

### Opsamlingsalbum
- 2009: Manifesto of Nevermore

### Demoer
- 1992: Utopia
- 1994: Unavngivet demo

### Singler
- 2001: "Believe In Nothing"